# SozialBank

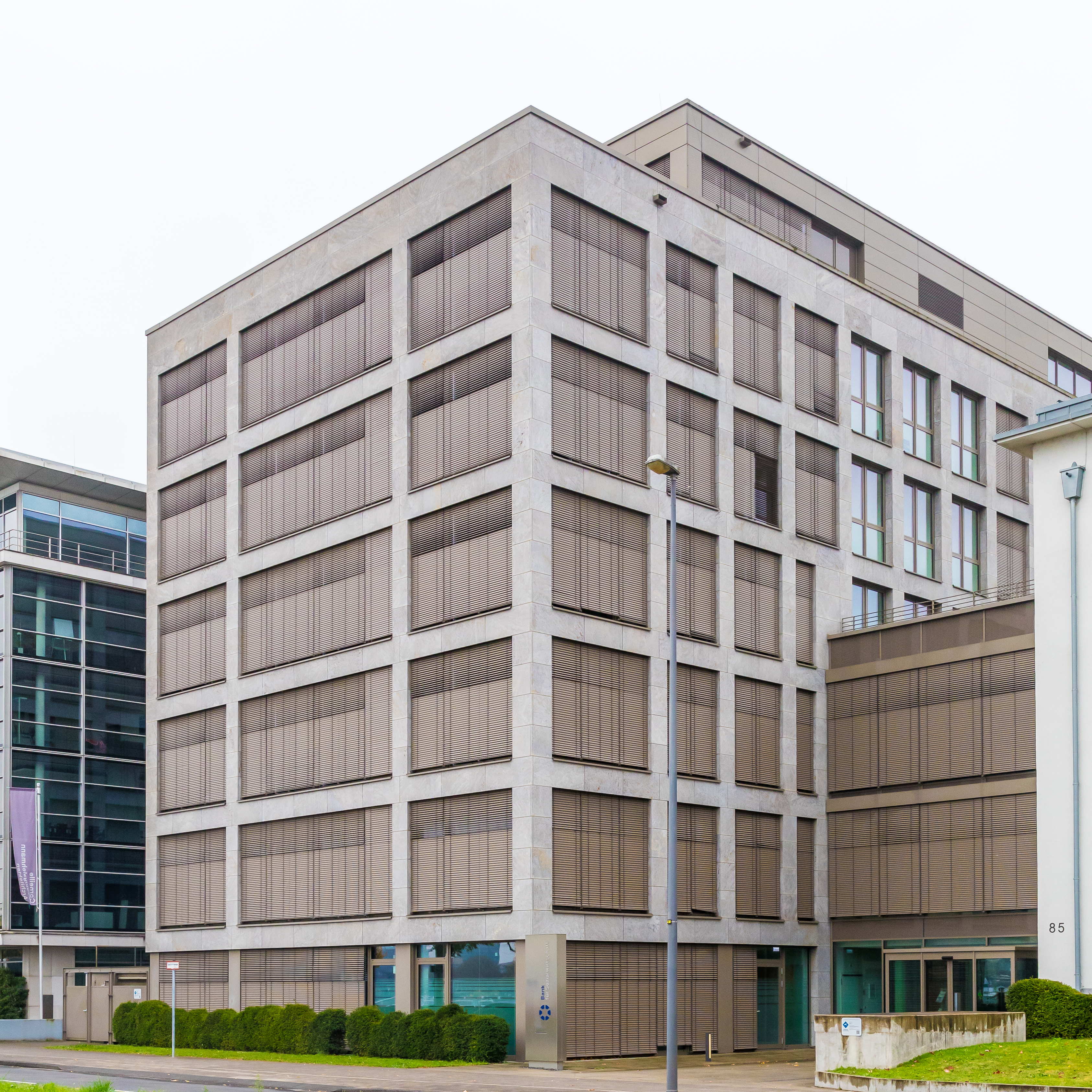
Bürogebäude der SozialBank, Konrad-Adenauer-Ufer 85, Köln

Die SozialBank AG (ehemals Bank für Sozialwirtschaft AG) ist eine deutsche Spezialbank für Unternehmen, Verbände, Stiftungen und andere Organisationen aus den Bereichen Gesundheit, Soziales (Senioren-, Behinderten-, Kinder- und Jugendhilfe) und Bildung mit Sitz in Köln.
Die SozialBank AG ist im Besitz der Holdinggesellschaft „BFS SozialFinanz AG“.

## Geschichte
Die SozialBank AG entstand am 10. März 1923 auf Anregung des Reichsarbeitsministeriums als Finanzierungsinstitut der freien Wohlfahrtspflege und firmierte zunächst als Hilfskasse gemeinnütziger Wohlfahrtseinrichtungen Deutschlands G.m.b.H. mit Sitz in Berlin. Aktionäre der Bank sind auch heute noch die Spitzenverbände der Freien Wohlfahrtspflege bzw. deren Stiftungen.
Die SozialBank AG ist gemäß Umwandlungsbeschluss vom 25. Juli 1997 aus der ehemaligen Bank für Sozialwirtschaft GmbH entstanden.
Zu den Hauptanteilseignern gehören die Caritas Stiftung Deutschland (35,5 %) und die Stiftung Kronenkreuz (Diakonisches Werk, 28,9 %), die Arbeiterwohlfahrt (13,6 %), der Paritätische Wohlfahrtsverband (9,6 %), das Deutsche Rote Kreuz (6,8 %) und die Zentralwohlfahrtsstelle der Juden (0,7 %). Die Bundes- und Regionalverbände der Freien Wohlfahrtspflege und ihnen angeschlossene Einrichtungen verfügen zusammen über mehr als 90 % der Unternehmensanteile. Die restlichen Anteile befinden sich in Streubesitz.
Im Aufsichtsrat der Bank sitzen unter anderen Norbert-Christian Emmerich, Christian Graf von Bassewitz, Ulrich Schneider, Ulrich Lilie.
Im September 2023 wurde mit der Einführung der Marke SozialBank gestartet, die bis Ende 2024 abgeschlossen sein soll. Neben der Namensänderung erfolgte unter anderem eine Änderung des Logos.

## Geschäftstätigkeit
Die SozialBank bietet das gesamte Leistungsspektrum einer Universalbank an. Sie ist jedoch im Hinblick auf ihren eingeschränkten Kundenkreis eine Spezialbank. Die Beratung konzentriert sich auf das traditionelle Kundengeschäft und bezieht neben den bankfachlichen Aspekten die Finanzierungsbedingungen der Sozial- und Gesundheitswirtschaft ein. Diese sind vor allem durch die Sozialversicherungen und die Sozialgesetzgebung geprägt. Zudem bietet die Bank branchenspezifische Produkte und Dienstleistungen für Spendenorganisationen.
Ein Seminarprogramm sowie Publikationen und Vorträge zu aktuellen rechtlichen und betriebswirtschaftlichen Fragestellungen der Sozial- und Gesundheitswirtschaft runden das Leistungsspektrum der SozialBank ab. 

## SozialFactoring
Als Tochterunternehmen der Bank für Sozialwirtschaft wurde die BFS Service GmbH im Jahr 1989 gegründet. Sie hat ihren Sitz in Köln. Der Forderungsankauf (Factoring) ist ihr Hauptgeschäftsfeld. Zu den Kunden zählen u. a. ambulante Pflegedienste, Rettungsdienste, Krankentransport, Krankenhäuser und Reha-Kliniken. Zudem hat sich das Unternehmen auf die Bereiche Beratung und Analyse sowie die Erstellung von Gutachten (Beleihungswertgutachten, Verkehrs- und Marktwertgutachten) für die Gesundheits- und Sozialwirtschaft spezialisiert. Im Rahmen der Markeneinführung SozialBank wurde im März 2024 aus der BFS Service GmbH die SozialFactoring GmbH, wobei im Logo auf den Zusatz GmbH verzichtet wird.

## Kennzahlen
| Kennziffer                                                         | 2019    | 2018    | 2017    | 2016    | 2015    | 2014    | 2013    | 2012    |
| ------------------------------------------------------------------ | ------- | ------- | ------- | ------- | ------- | ------- | ------- | ------- |
| Bilanzsumme (in Mio. EUR)                                          | 8.683,7 | 8.835,8 | 8.652,5 | 8.693,6 | 9.360,5 | 9.314,8 | 8.669,6 | 7.314,7 |
| durchschnittliche Mitarbeiterzahl (Voll- und Teilzeitbeschäftigte) | 481     | 482     | 413     | 407     | 374     | 354     | 339     |         |

## Antisemitismusvorwurf
Das Simon Wiesenthal Center führte die Bank 2018 in ihrer jährlich erscheinenden Liste der zehn schlimmsten weltweiten antisemitischen Zwischenfälle auf. Hintergrund war ein Konto, das die Jüdische Stimme für gerechten Frieden in Nahost bei ihr führte. Diese Gruppe von Juden und Israelis wird von verschiedenen Quellen in Zusammenhang mit Boycott, Divestment and Sanctions gebracht. Das Konto wurde gekündigt, was wiederum Proteste nach sich zog. Daraufhin beauftragte die Bank Juliane Wetzel, eine Mitarbeiterin des Berliner Zentrums für Antisemitismusforschung mit der Prüfung, ob die Jüdische Stimme antisemitisch wäre oder nicht. Auch dies führte zu Protesten: Iris Hefets vom Vorstand der Jüdischen Stimme empörte sich im Januar 2019 darüber, dass ihre Organisation, die ausschließlich aus Juden bestehe, im Auftrag einer deutschen Bank von einer deutschen Expertin „bezüglich des Antisemitismus schuldig oder freigesprochen werden sollte“. Die Bank wies in einer Presseerklärung den Vorwurf des Antisemitismus entschieden zurück. Sie unterhalte weder Geschäftsbeziehungen zur BDS-Kampagne noch unterstütze sie die Zielsetzungen dieser Bewegung: „Boykottmaßnahmen, die eine Destabilisierung des Staates Israel zum Ziel haben, sind mit unseren Unternehmensgrundsätzen unvereinbar. Die BDS-Kampagne würde bei uns niemals ein Konto erhalten.“

## Geschäftsgebiet
Das Geschäftsgebiet liegt im gesamten Bundesgebiet. Die Bank ist an 13 Standorten in Deutschland vertreten. Die Zentrale befindet sich in Köln.
Daneben besteht ein Europa-Büro in Brüssel (Belgien).